# Justin Hryckowian
Justin Hryckowian, född 23 februari 2001, är en kanadensisk professionell ishockeyforward som är kontrakterad till Dallas Stars i National Hockey League (NHL) och spelar för Texas Stars i American Hockey League (AHL).
Han har tidigare spelat för Northeastern Huskies i National Collegiate Athletic Association (NCAA) och Cedar Rapids Roughriders och Sioux City Musketeers i United States Hockey League (USHL).
Hryckowian blev aldrig NHL-draftad.

## Statistik
| 2014–2015   | Lions du Lac St-Louis bantam |             | 32 | 5  | 3  | 8   | 2  | 4 | 0 | 0 | 0 | 0 |
| 2015–2016   | Lions du Lac St-Louis bantam |             | 33 | 14 | 25 | 39  | 18 | — | — | — | — | — |
|             | Tigres du Lac St-Louis       | LHEQ        | 3  | 1  | 1  | 2   | 0  | — | — | — | — | — |
| 2016–2017   | Lions du Lac St-Louis        | LHMAAAQ     | 40 | 8  | 18 | 26  | 18 | 4 | 2 | 2 | 4 | 0 |
| 2017–2018   | Lions du Lac St-Louis        | LHMAAAQ     | 40 | 34 | 41 | 75  | 16 | 5 | 3 | 4 | 7 | 0 |
| 2018–2019   | Salisbury Knights            |             | 26 | 17 | 28 | 45  | —  | — | — | — | — | — |
| 2019–2020   | Cedar Rapids Roughriders     | USHL        | 17 | 4  | 10 | 14  | 19 | — | — | — | — | — |
| 2020–2021   | Sioux City Musketeers        | USHL        | 44 | 17 | 21 | 38  | 36 | 4 | 1 | 0 | 1 | 0 |
| 2021–2022   | Northeastern Huskies         | NCAA        | 27 | 7  | 15 | 22  | 14 | — | — | — | — | — |
| 2022–2023   | Northeastern Huskies         | NCAA        | 35 | 15 | 21 | 36  | 26 | — | — | — | — | — |
| 2023–2024   | Northeastern Huskies         | NCAA        | 32 | 13 | 30 | 43  | 8  | — | — | — | — | — |
|             | Texas Stars                  | AHL         | 12 | 1  | 2  | 3   | 18 | 7 | 2 | 2 | 4 | 2 |
| 2024–2025   | Dallas Stars                 | NHL         | 1  | 0  | 0  | 0   | 0  | — | — | — | — | — |
|             | Texas Stars                  | AHL         | 27 | 12 | 14 | 26  | 15 | — | — | — | — | — |
| NHL totalt  | NHL totalt                   | NHL totalt  | 1  | 0  | 0  | 0   | 0  | — | — | — | — | — |
| AHL totalt  | AHL totalt                   | AHL totalt  | 39 | 13 | 16 | 29  | 33 | 7 | 2 | 2 | 4 | 2 |
| NCAA totalt | NCAA totalt                  | NCAA totalt | 94 | 35 | 66 | 101 | 48 | — | — | — | — | — |
| USHL totalt | USHL totalt                  | USHL totalt | 61 | 21 | 31 | 52  | 55 | 4 | 1 | 0 | 1 | 0 |